# Diamantmuseum (Antwerpen)
Het Diamantmuseum van de provincie Antwerpen was een museum in het centrum van Antwerpen. Op drie locaties zou het museum tussen 1972 en 2012 veertig jaar lang getuigen van verleden en heden van de diamantindustrie en de diamanthandel in de omgeving van Antwerpen.
Het museum bevond zich in de diamantstad Antwerpen en had als onderwerp de geschiedenis van diamant in deze stad. In de 16e eeuw werd Antwerpen een wereldcentrum voor diamanthandel. Eerder had Brugge die functie gehad, maar dat veranderde toen het Zwin verzandde. In de 19e eeuw werd de diamanthandel nieuw leven ingeblazen, nadat er in Zuid-Afrika nieuwe mijnen waren ontdekt.

## Geschiedenis
Het museum werd door het provinciebestuur van Antwerpen opgericht in 1968 en opende in 1972 zijn deuren in het gebouw van het Provinciaal Veiligheidsinstituut aan de Jezusstraat, op de eerste verdieping van de tentoonstellingszaal. De kern van de collectie bestond uit een ontvangen set diamantalaam en werktuigen om diamant te bewerken. De collectie werd evenwel fors uitgebreid, en in 1988 wordt de zaal in het PVI verlaten voor een eigen pand voor het museum, gelegen aan de Lange Herentalsestraat, in de Diamantwijk. Daar beschikte het museum over expositieruimtes op drie verdiepingen. De tentoonstelling werd uitgebreider, met ook meer aandacht voor didactische elementen, en in een beveiligde schatkamer werden ook diamanten tentoongesteld die de kunsthistorische evolutie van het diamantjuweel illustreren.
De tentoonstellingsruimte bleek ook in deze locatie te krap door de verdere groei van de collectie. Weer werd een nieuwe locatie gezocht en gevonden in het Elisabeth Center Antwerp, het bouwwerk aan het Koningin Astridplein dat ook de Koningin Elisabethzaal huisvest en wordt beheerd door de Koninklijke Maatschappij voor Dierkunde Antwerpen, gekend van de naastliggende ZOO Antwerpen. Met zijn locatie bij het station Antwerpen-Centraal blijft de link met de vlakbij gelegen Diamantwijk behouden. Het museum heropende op deze locatie in 2002. Op elke tentoonstellingsetage beschikte deze locatie over schatkamers, hermetisch afsluitbare expositieruimtes met talrijke diamanten. In de schatkamers werden ook twee tijdelijke exposities ingericht, "Bling Bling. De Kroonjuwelen van de Hip Hop" in 2007 en "Diamond Divas" in 2008. De nakende verbouwing van het Elisabeth Center en de Koningin Elisabethzaal dwongen het museum op die locatie in mei 2012 te sluiten en werden ook het einde van het provinciaal Diamantmuseum. De collectie werd enige tijd niet aan het publiek aangebode, tot de opening in mei 2018 van het nieuwe museum DIVA aan de Suikerrui, waar de collectie van het Diamantmuseum wordt aangevuld met de collectie van het voormalige Zilvermuseum Sterckshof.